# Marina Granovskaia
Marina Vladimirovna Granovskaia (in russo Марина Владимировна Грановская?; Mosca, 13 gennaio 1975) è una dirigente sportiva e imprenditrice russa di origini canadesi.

## Biografia
Marina Granovskaia si è laureata nel 1997 presso l'Università statale di Mosca, in lingue straniere; successivamente ha iniziato a lavorare come assistente tecnica di Roman Abramovič nella compagnia petrolifera Sibneft. Nel 2003, quando Abramovič ha acquistato la squadra di calcio del Chelsea Football Club, si è trasferita nella sede di Londra; durante i suoi anni nel club, la Granovskaia è stata coinvolta nella campagna acquisti dei Blues e nella stesura dei contratti con i calciatori. Nel 2013 è entrata a far parte del consiglio di amministrazione del Chelsea, mentre nel 2014 è stata promossa ad amministratrice delegata., fatto che porta il Times a definirla come "la donna più potente del calcio".
Nel 2018 Forbes l'ha inserita al quinto posto nella classifica delle donne più influenti nel mondo degli sport professionistici.
Il 13 dicembre 2021 la Granovskaia riceve il premio come miglior amministratore delegato del calcio europeo ai Golden Boy Awards.
Nel 2022, a causa della vendita della società, lascia il Chelsea.